# Euploea discalis
Euploea discalis är en fjärilsart som beskrevs av Hans Fruhstorfer 1910. Euploea discalis ingår i släktet Euploea och familjen praktfjärilar. Inga underarter finns listade i Catalogue of Life.